# Grad Altena
Grad Altena (nizozemsko Kasteel Altena ), je nekdanji srednjeveški grad, ki se je nahajal severozahodno od Delfta na meji z Rijswijkom. Na lokaciji gradu, kjer so pod površjem temelji gradu, je danes zabaviščni center Altenahoeve.

## Zgodovina
Okoli leta 1250 je bilo na mestu poznejšega gradu Altena zgrajen dvor, na katerem je stala stavba, verjetno večinoma lesena, kjer so našli odpadke s kmetije. Utrjena plemiška hiša je bila zgrajena na prelomu iz 14. v 15. stoletje.
Leta 1435 je Gerrit Gerritszoon Egmondski dal zgraditi pravokotni kamniti gradič, ki je meril 7 krat 14 metrov. Grad je imel skoraj dva metra debele stene in prizidan stolp. Vodni jarek je bil širok 12 metrov. Gradič Altena je bila torej tako imenovani 'utrjeni dvor', ki je dajal višji status gospodu. Poleg utrjenega gradu je bila kmetija Altenahoeve, za gospodarjenje z zemljo, ki je pripadalo gradu.
Njegova hči Gerritje, poročena s Henrikom Zuilenskim Nijeveldskim, je podedovala grad. Njun sin Gerrit je bil lastnik Altene od 1457 do 1493. Bil je ugleden mož, v službi burgundskega vojvode  Karla Drznega in kasneje župan Delfta. Proti koncu 15. stoletja so stavbe na grajskem otoku razširili v stavbo v obliki črke L.
Gerritov sin Anthonis je leta 1501 prodal Alteno Jacobu Almondskemu, plemiškemu odvetniku. Med letoma 1530 in 1572 so grad ponovno razširili v kvadratno zazidan blok. Na grajskem otoku je moč ločiti več stavb. Zdi se, da je bilo grajsko posestvo obzidano. Zdi se, da zunanji grad na ločenem otoku ni bil dokončan. Altena je ostala v družini Almondskih do leta 1600.
Na začetku  osemdesetletne vojne so španske čete naredile nizozemsko podeželje nevarno. Mestni svet Delfta se je leta 1573 v strahu, da bi se sovražnik utrdil in od tam oblegal mesto, odločil, da vse samostane in gradove ob mestu naredi neuporabne.
Leta 1600 je Marija Almondska podedovala Alteno in jo obnovila. Stara glavna stavba je bila obnovljena in adaptirana ter zgrajen nov stopniščni stolp. Dostop je bil preko dvižnega mostu čez vzhodni jarek. Ob zahodni strani glavne stavbe je bila zgrajena kuhinja.
Od leta 1680 so grad Alteno oddajali kot gostilno. Šestdeset let so ljudje lahko hodili tja jesti in piti. Leta 1765 je takratni lastnik prodal Alteno Kornelisu Ammerlaanu, najemniku poleg kmetije Altenahoeve. Bil je kmet in ne gostilničar in očitno ni potreboval veličastnega gradu. Grad Alteno  je dal porušiti.
Kmetija, ki je stala ob gostilni, je bila leta 2014 porušena. Potem ko so jo uporabljali za različne druge namene, tudi za Rdeči križ , so to kmetijo preuredili v center za zabave, ki se je sprva imenoval »Kmetija«. Od leta 1992 do 2014 je strankarski center nosil ustrezno ime: "Altena Hoeve".